# Alexander Killorn
Alexander "Alex" Killorn, född 14 september 1989, är en kanadensisk professionell ishockeyforward som spelar för Anaheim Ducks  i National Hockey League (NHL).
Han har tidigare spelat för Norfolk Admirals och Syracuse Crunch i American Hockey League (AHL) och Harvard Crimson i National Collegiate Athletic Association (NCAA).
Killorn draftades av Tampa Bay Lightning i tredje rundan i 2007 års draft som 77:e spelare totalt.
Han vann Stanley Cup med Tampa Bay Lightning för säsongerna 2019–2020 och 2020–2021.

## Statistik
| 2005–2006   | Lions du Lac St-Louis | LHMAAAQ     | 43  | 18  | 34  | 52  | 94  | 10  | 9  | 6  | 15 | 8   |
| 2006–2007   | Deerfield Big Green   |             | 25  | 18  | 14  | 32  | —   | —   | —  | —  | —  | —   |
| 2007–2008   | Deerfield Big Green   |             | 24  | 18  | 14  | 32  | —   | —   | —  | —  | —  | —   |
| 2008–2009   | Harvard Crimson       | NCAA        | 30  | 6   | 8   | 14  | 46  | —   | —  | —  | —  | —   |
| 2009–2010   | Harvard Crimson       | NCAA        | 32  | 9   | 11  | 20  | 26  | —   | —  | —  | —  | —   |
| 2010–2011   | Harvard Crimson       | NCAA        | 34  | 15  | 14  | 29  | 36  | —   | —  | —  | —  | —   |
| 2011–2012   | Harvard Crimson       | NCAA        | 34  | 23  | 23  | 46  | 47  | —   | —  | —  | —  | —   |
|             | Norfolk Admirals      | AHL         | 10  | 2   | 4   | 6   | 2   | 17  | 3  | 9  | 12 | 8   |
| 2012–2013   | Tampa Bay Lightning   | NHL         | 38  | 7   | 12  | 19  | 14  | —   | —  | —  | —  | —   |
|             | Syracuse Crunch       | AHL         | 44  | 16  | 22  | 38  | 32  | —   | —  | —  | —  | —   |
| 2013–2014   | Tampa Bay Lightning   | NHL         | 82  | 17  | 24  | 41  | 63  | 4   | 1  | 1  | 2  | 4   |
| 2014–2015   | Tampa Bay Lightning   | NHL         | 71  | 15  | 23  | 38  | 36  | 26  | 9  | 9  | 18 | 12  |
| 2015–2016   | Tampa Bay Lightning   | NHL         | 81  | 14  | 26  | 40  | 44  | 17  | 5  | 8  | 13 | 42  |
| 2016–2017   | Tampa Bay Lightning   | NHL         | 81  | 19  | 17  | 36  | 66  | —   | —  | —  | —  | —   |
| 2017–2018   | Tampa Bay Lightning   | NHL         | 82  | 15  | 32  | 47  | 45  | 17  | 5  | 2  | 7  | 12  |
| 2018–2019   | Tampa Bay Lightning   | NHL         | 82  | 18  | 22  | 40  | 45  | 4   | 1  | 0  | 1  | 6   |
| 2019–2020   | Tampa Bay Lightning   | NHL         | 68  | 26  | 23  | 49  | 20  | 24  | 5  | 5  | 10 | 27  |
| 2020–2021   | Tampa Bay Lightning   | NHL         | 56  | 15  | 18  | 33  | 37  | 19  | 8  | 9  | 17 | 6   |
| 2021–2022   | Tampa Bay Lightning   | NHL         | 82  | 25  | 34  | 59  | 66  | 23  | 0  | 4  | 4  | 12  |
| 2022–2023   | Tampa Bay Lightning   | NHL         | 82  | 27  | 37  | 64  | 45  | 6   | 3  | 2  | 5  | 0   |
| NHL totalt  | NHL totalt            | NHL totalt  | 805 | 198 | 268 | 466 | 481 | 140 | 37 | 40 | 77 | 121 |
| AHL totalt  | AHL totalt            | AHL totalt  | 54  | 18  | 26  | 44  | 34  | 17  | 3  | 9  | 12 | 8   |
| NCAA totalt | NCAA totalt           | NCAA totalt | 130 | 53  | 56  | 109 | 155 | —   | —  | —  | —  | —   |

### Internationellt
| Källa: Uppdaterad: 2023-06-03 | Källa: Uppdaterad: 2023-06-03 | Källa: Uppdaterad: 2023-06-03 |         | Utv = Utvisningsminuter | Utv = Utvisningsminuter | Utv = Utvisningsminuter | Utv = Utvisningsminuter | Utv = Utvisningsminuter |
| År                            | Lag                           | Mästerskap                    | Matcher | Mål                     | Assists                 | Poäng                   | Utv                     |                         |
| ----------------------------- | ----------------------------- | ----------------------------- | ------- | ----------------------- | ----------------------- | ----------------------- | ----------------------- | ----------------------- |
| 2016                          | Kanada                        | VM                            | 10      | 1                       | 2                       | 3                       | 12                      |                         |
| Senior totalt                 | Senior totalt                 | Senior totalt                 | 10      | 1                       | 2                       | 3                       | 12                      |                         |